# Lage Larsson
Lage Erik Larsson, född 12 september 1946 i Kristinehamn, Värmland, är en svensk meteorolog.
Lage Larsson har varit meteorolog och officer i flygvapnet och marinen under 35 år. Han arbetade i många år inom Marinen då vid 11. helikopterdivisionen vid Berga helikopterflygplats, med marin- och helikopterprognoser. Han har även arbetat 18 år på Sveriges Television, där han började 1995 i programmet Aktuellt för att senare arbeta även i Rapport. Han pensionerades i maj 2013.
Larsson tilldelades Världsnaturfondens litteraturpris Årets Pandabok 2013 för boken Året runt – Naturen, vädret och de svenska årstiderna. Prisceremonin ägde rum den 18 oktober 2012 på Ulriksdals slott i Solna och priset delades ut av kung Carl XVI Gustaf. Juryns motivering löd ”Året Runt tar oss med på en underbar årstidsresa. De utsökta bilderna ackompanjerar texten, varsamt och ömsint, explosivt och mäktigt – precis som vädrets egna krumsprång. En spännande bok om naturens krafter och den ömtåliga balans som är grunden för allt liv.”

## Priser och utmärkelser
- 2013 – Årets Pandabok